# Режанце
 Тази статия е за селото в Косово.  За селото в България вижте Режанци.  
Режанце (на албански: Rezhancë; на сръбски: Режанце или Režance) е село в Косово, разположено в община Елезки хан, окръг Феризово. Намира се на 606 метра надморска височина. Населението според преброяването през 2011 г. е 475 души, от тях: 474 (99,78 %) албанци и 1 (0,21 %) бошняк.

## География
Селото е разположено в източните склонове на Шар, над Качанишкия пролом на границата със Северна Македония.

## История
В края на XIX век Режанце е албанско село в Тетовска каза на Османската империя. Според статистиката на Васил Кънчов („Македония. Етнография и статистика“) от 1900 година Режанци е село, населявано от 82 жители арнаути мохамедани.
След Междусъюзническата война в 1913 година селото попада в Сърбия.
На етническата си карта на Северозападна Македония в 1929 година Афанасий Селишчев отбелязва Режанци като албанско село.

## Население
Численост на населението според преброяванията през годините:
- 1948 – 374 души
- 1953 – 416 души
- 1961 – 463 души
- 1971 – 539 души
- 1981 – 478 души
- 1991 – 548 души
- 2011 – 475 души